# Pallone d'oro
Il Pallone d'oro (Ballon d'Or in francese), noto in precedenza anche come Calciatore europeo dell'anno, è un premio calcistico istituito nel 1956 dalla rivista sportiva francese France Football, assegnato annualmente al giocatore che più si è distinto nella stagione sportiva militando in una squadra di un qualsiasi campionato del mondo.

## Storia

### Origine e successo

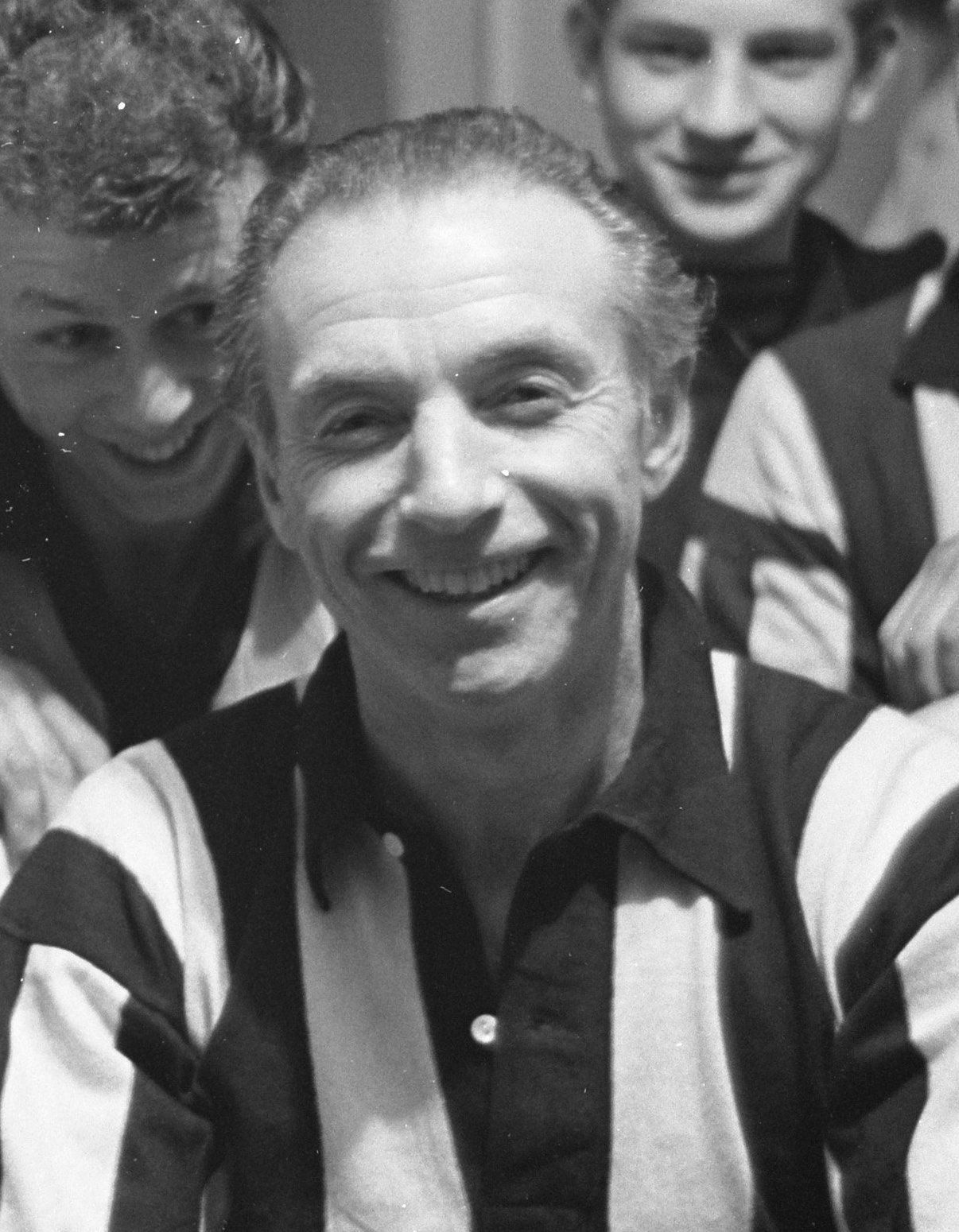
L'inglese Stanley Matthews, primo Pallone d'oro della storia nel 1956.

Il premio venne istituito nel 1956 dalla rivista francese France Football, su impulso soprattutto del giornalista ed ex calciatore Gabriel Hanot, e in seconda battuta dei colleghi Jacques Ferran, Jacques Goddet e Jacques de Ryswick, con l'intento di eleggere il miglior giocatore europeo del precedente anno solare, attraverso i voti della stampa specializzata: primo vincitore fu l'inglese Stanley Matthews del Blackpool.
Dalla sua creazione e fino all'edizione 1994, infatti, il regolamento imponeva che lo sportivo dovesse essere di nazionalità europea per poter aspirare al titolo: in questa fase, sporadicamente si è derogato a ciò attraverso i naturalizzati od oriundi, vedi i casi degli argentini Alfredo Di Stéfano e Omar Sívori, vittoriosi rispettivamente da spagnolo per il Real Madrid (edizioni 1957 e 1959) e da italiano per la Juventus (edizione 1961).
Nonostante tale limitazione geografica nonché la mancanza di carattere ufficiale al riconoscimento, in breve il Pallone d'oro divenne il premio individuale più ambito della disciplina. In questi decenni emersero nell'albo d'oro soprattutto gli olandesi Johan Cruyff di Ajax e Barcellona e Marco van Basten del Milan, e il francese Michel Platini della Juventus, tutti col record di 3 affermazioni; Platini fu inoltre artefice del primato di successi consecutivi nel triennio 1983-1985, sempre limitatamente alla sola organizzazione di France Football. Rimase agli annali anche la vittoria del sovietico Lev Jašin della Dinamo Mosca nell'edizione 1963, l'unica conseguita da un portiere.

### L'apertura extraeuropea e la contrapposizione con la FIFA
L'edizione 1995 segnò un importante punto di svolta per il Pallone d'oro, quando cadde la discriminante della nazionalità europea, aprendo quindi l'accesso al riconoscimento anche ai giocatori extraeuropei. Tale novità si riflesse immediatamente nell'albo d'oro: proprio in quell'anno il liberiano George Weah del Milan fu il primo e fin qui unico rappresentante dell'Africa a essere insignito del premio, mentre l'edizione 1997 vide il primo trionfo ufficiale del Sudamerica (escludendo i succitati precedenti degli oriundi Di Stéfano e Sívori) con il brasiliano Ronaldo dell'Inter. Tuttavia, ancora fino all'edizione 2006 il Pallone d'oro era riservato esclusivamente a calciatori militanti in club associati all'UEFA; dall'edizione 2007 anche questo ultimo paletto è caduto, potendo oggi concorrere al titolo gli sportivi di qualsiasi club affiliato alla FIFA.

Il liberiano George Weah, primo Pallone d'oro extraeuropeo nel 1995.

In questi anni, tuttavia, si fece sempre più aspra la contrapposizione mediatica tra il Pallone d'oro di France Football, premio rimasto sempre di stampo giornalistico, e il FIFA World Player of the Year, riconoscimento nel frattempo nato nel 1991 per volontà della FIFA con l'intento di dare un carattere di ufficialità al titolo di miglior calciatore dell'anno, attraverso i voti dei commissari tecnici e dei capitani di ciascuna nazionale di calcio, nonché dei rappresentanti del FIFPro. Nonostante gli sforzi della federazione internazionale, tuttavia, nell'immaginario collettivo il Pallone d'oro continuò a essere considerato il premio di riferimento in questo ambito.

### Gli anni del Pallone d'oro FIFA
Per tentare di porre fine al succitato dualismo mediatico, nel 2010 i due riconoscimenti si fusero dando vita a un nuovo premio, il Pallone d'oro FIFA, organizzato congiuntamente da France Football e dalla FIFA. Pur se il Pallone d'oro e il Pallone d'oro FIFA rimangono de iure due trofei diversi, in questo periodo de facto sia i due istituti assegnatari sia i media considerarono un unico palmarès tra i due riconoscimenti. In tal senso, all'inizio del XXI secolo emersero nell'albo d'oro Lionel Messi e Cristiano Ronaldo, vincitori rispettivamente per 8 e 5 edizioni (4 Palloni d'oro e 4 Palloni d'oro FIFA per l'argentino, 3 e 2 per il portoghese); Messi detiene anche il primato di vittorie consecutive, 4 (dal 2009 al 2012).

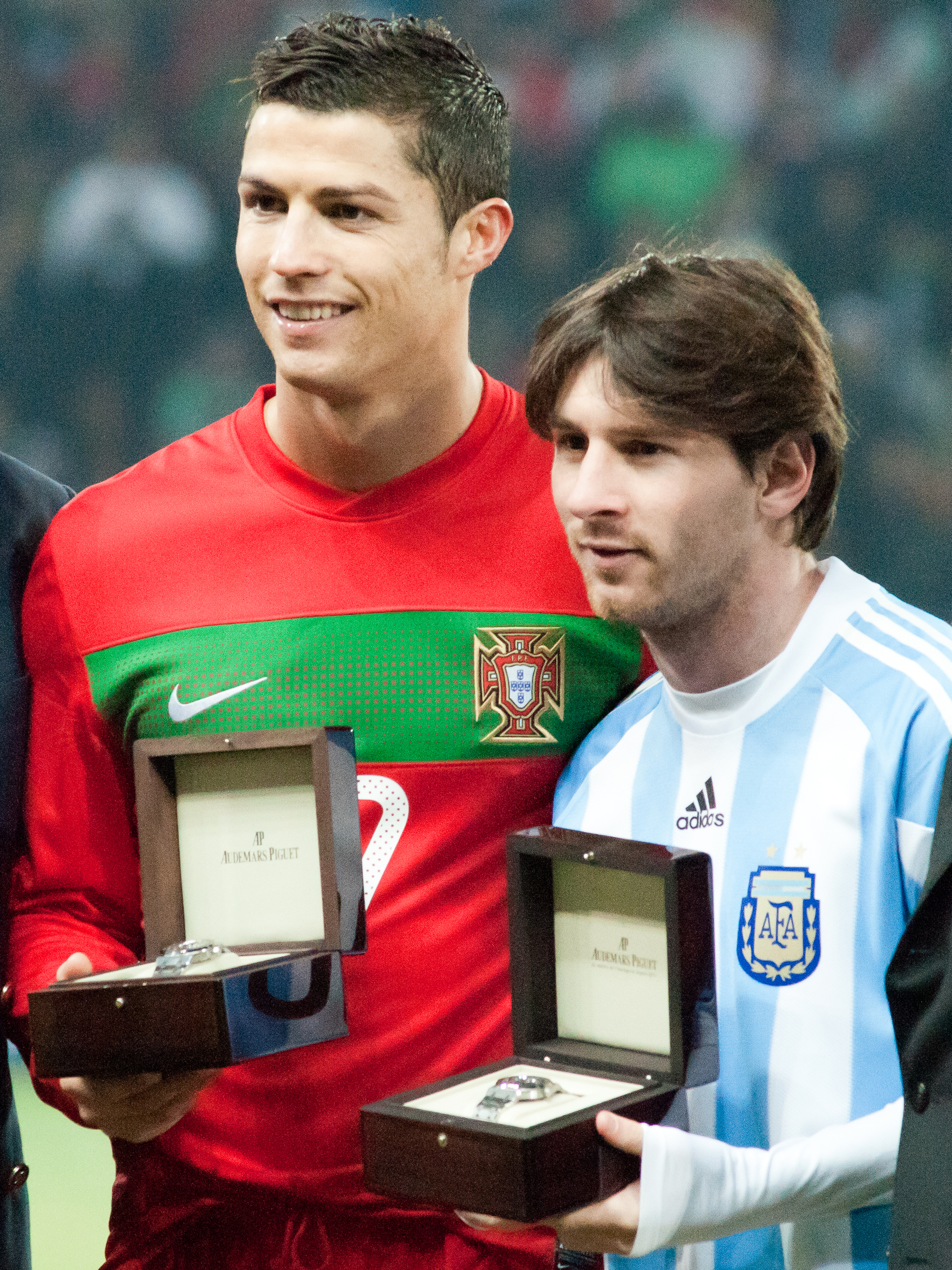
Da sinistra: Cristiano Ronaldo e Lionel Messi, dominatori dell'albo d'oro d'inizio XXI secolo con 5 e 8 vittorie rispettivamente; Messi, oltre a essere il primatista assoluto, detiene anche il record di 4 vittorie consecutive.

Nonostante l'intento iniziale, il Pallone d'oro FIFA non ricevette tuttavia un'accoglienza positiva, criticato da vari addetti ai lavori per le modalità attraverso cui si arrivava alla scelta del vincitore (vale a dire unendo ai voti dei giornalisti sportivi, come tradizionalmente avveniva per il Pallone d'oro, quelli degli allenatori e capitani delle nazionali, ereditati dal FIFA World Player of the Year), percepite come più attente al marketing e al richiamo mediatico piuttosto che agli effettivi valori sportivi espressi dai candidati durante l'anno. In tal senso, già nel 2011 la confederazione europea promosse un nuovo riconoscimento, l'UEFA Best Player in Europe Award, con l'intento di rilanciare lo spirito originario del Pallone d'oro.

### La separazione dalla FIFA e l'allineamento alle stagioni sportive
Nel 2016 France Football pose fine alla collaborazione con la FIFA, rispolverando l'originaria formula del Pallone d'oro di stampo unicamente giornalistico. Similmente, la federazione internazionale tornò sui suoi passi dando vita al nuovo The Best FIFA Men's Player, erede del FIFA World Player of the Year. Tra il 2018 e il 2019 la rivista francese istituì ulteriori premi accessori al Pallone d'oro: il Pallone d'oro femminile riservato alla migliore calciatrice del mondo, il Trofeo Kopa dedicato al miglior giocatore Under-21, e il Trofeo Jašin riservato al migliore portiere del mondo.
Nel 2020, per la prima volta dalla sua istituzione, il premio non viene assegnato a causa della sopraggiunta pandemia di COVID-19 che, causando di riflesso la sospensione di numerosi campionati nazionali, ha falsato la necessaria equità di giudizio. Nel 2022 è stato annunciato che il riconoscimento non avrebbe più tenuto in considerazione le prestazioni nell'anno solare, ma quelle nella stagione sportiva. L'anno seguente, Messi è stato il primo calciatore a vincere il premio militando in una squadra extraeuropea, la statunitense Inter Miami.

## Criteri per l'assegnazione
I criteri per l'assegnazione del premio sono descritti nell'articolo 10 del relativo regolamento:
- insieme delle prestazioni individuali e di squadra durante l'anno preso in considerazione;
- valore del giocatore (talento e fair play);
- carriera;
- personalità, carisma.

## Albo d'oro
Nota bene: fino all'edizione 2021 il premio era assegnato sulla base delle prestazioni negli anni solari di riferimento; dal 2022 è assegnato sulla base delle prestazioni nella stagione calcistica di riferimento (calcolata dal 1º agosto al 31 luglio dell'anno seguente).
| Anno                           | Posizione                 | Giocatore                 | Squadra                   | Punti                     |
| Pallone d'oro (1956–2009)      | Pallone d'oro (1956–2009) | Pallone d'oro (1956–2009) | Pallone d'oro (1956–2009) | Pallone d'oro (1956–2009) |
| ------------------------------ | ------------------------- | ------------------------- | ------------------------- | ------------------------- |
| 1956                           | 1º                        | Stanley Matthews          | Blackpool                 | 47                        |
| 1956                           | 2º                        | Alfredo Di Stéfano        | Real Madrid               | 44                        |
| 1956                           | 3º                        | Raymond Kopa              | Real Madrid               | 33                        |
| 1957                           | 1º                        | Alfredo Di Stéfano        | Real Madrid               | 72                        |
| 1957                           | 2º                        | Billy Wright              | Wolverhampton             | 19                        |
| 1957                           | 3º                        | Duncan Edwards            | Manchester Utd            | 16                        |
| 1957                           | 3º                        | Raymond Kopa              | Real Madrid               | 16                        |
| 1958                           | 1º                        | Raymond Kopa              | Real Madrid               | 71                        |
| 1958                           | 2º                        | Helmut Rahn               | Rot-Weiss Essen           | 40                        |
| 1958                           | 3º                        | Just Fontaine             | Stade Reims               | 23                        |
| 1959                           | 1º                        | Alfredo Di Stéfano        | Real Madrid               | 80                        |
| 1959                           | 2º                        | Raymond Kopa              | Stade Reims               | 42                        |
| 1959                           | 3º                        | John Charles              | Juventus                  | 24                        |
| 1960                           | 1º                        | Luis Suárez               | Barcellona                | 54                        |
| 1960                           | 2º                        | Ferenc Puskás             | Real Madrid               | 37                        |
| 1960                           | 3º                        | Uwe Seeler                | Amburgo                   | 33                        |
| 1961                           | 1º                        | Omar Sívori               | Juventus                  | 46                        |
| 1961                           | 2º                        | Luis Suárez               | Inter                     | 40                        |
| 1961                           | 3º                        | Johnny Haynes             | Fulham                    | 22                        |
| 1962                           | 1º                        | Josef Masopust            | Dukla Praga               | 65                        |
| 1962                           | 2º                        | Eusébio                   | Benfica                   | 53                        |
| 1962                           | 3º                        | Karl-Heinz Schnellinger   | Colonia                   | 33                        |
| 1963                           | 1º                        | Lev Jašin                 | Dinamo Mosca              | 73                        |
| 1963                           | 2º                        | Gianni Rivera             | Milan                     | 56                        |
| 1963                           | 3º                        | Jimmy Greaves             | Tottenham                 | 51                        |
| 1964                           | 1º                        | Denis Law                 | Manchester Utd            | 61                        |
| 1964                           | 2º                        | Luis Suárez               | Inter                     | 43                        |
| 1964                           | 3º                        | Amancio                   | Real Madrid               | 38                        |
| 1965                           | 1º                        | Eusébio                   | Benfica                   | 67                        |
| 1965                           | 2º                        | Giacinto Facchetti        | Inter                     | 59                        |
| 1965                           | 3º                        | Luis Suárez               | Inter                     | 45                        |
| 1966                           | 1º                        | Bobby Charlton            | Manchester Utd            | 81                        |
| 1966                           | 2º                        | Eusébio                   | Benfica                   | 80                        |
| 1966                           | 3º                        | Franz Beckenbauer         | Bayern Monaco             | 59                        |
| 1967                           | 1º                        | Flórián Albert            | Ferencváros               | 68                        |
| 1967                           | 2º                        | Bobby Charlton            | Manchester Utd            | 40                        |
| 1967                           | 3º                        | Jimmy Johnstone           | Celtic                    | 39                        |
| 1968                           | 1º                        | George Best               | Manchester Utd            | 61                        |
| 1968                           | 2º                        | Bobby Charlton            | Manchester Utd            | 53                        |
| 1968                           | 3º                        | Dragan Džajić             | Stella Rossa              | 46                        |
| 1969                           | 1º                        | Gianni Rivera             | Milan                     | 83                        |
| 1969                           | 2º                        | Gigi Riva                 | Cagliari                  | 79                        |
| 1969                           | 3º                        | Gerd Müller               | Bayern Monaco             | 38                        |
| 1970                           | 1º                        | Gerd Müller               | Bayern Monaco             | 77                        |
| 1970                           | 2º                        | Bobby Moore               | West Ham Utd              | 70                        |
| 1970                           | 3º                        | Gigi Riva                 | Cagliari                  | 65                        |
| 1971                           | 1º                        | Johan Cruyff              | Ajax                      | 116                       |
| 1971                           | 2º                        | Sandro Mazzola            | Inter                     | 57                        |
| 1971                           | 3º                        | George Best               | Manchester Utd            | 56                        |
| 1972                           | 1º                        | Franz Beckenbauer         | Bayern Monaco             | 81                        |
| 1972                           | 2º                        | Gerd Müller               | Bayern Monaco             | 79                        |
| 1972                           | 2º                        | Günter Netzer             | Borussia M'gladbach       | 79                        |
| 1973                           | 1º                        | Johan Cruyff              | Barcellona                | 96                        |
| 1973                           | 2º                        | Dino Zoff                 | Juventus                  | 47                        |
| 1973                           | 3º                        | Gerd Müller               | Bayern Monaco             | 44                        |
| 1974                           | 1º                        | Johan Cruyff              | Barcellona                | 116                       |
| 1974                           | 2º                        | Franz Beckenbauer         | Bayern Monaco             | 105                       |
| 1974                           | 3º                        | Kazimierz Deyna           | Legia Varsavia            | 35                        |
| 1975                           | 1º                        | Oleh Blochin              | Dinamo Kiev               | 122                       |
| 1975                           | 2º                        | Franz Beckenbauer         | Bayern Monaco             | 42                        |
| 1975                           | 3º                        | Johan Cruyff              | Barcellona                | 27                        |
| 1976                           | 1º                        | Franz Beckenbauer         | Bayern Monaco             | 91                        |
| 1976                           | 2º                        | Rob Rensenbrink           | Anderlecht                | 75                        |
| 1976                           | 3º                        | Ivo Viktor                | Dukla Praga               | 52                        |
| 1977                           | 1º                        | Allan Simonsen            | Borussia M'gladbach       | 74                        |
| 1977                           | 2º                        | Kevin Keegan              | Amburgo                   | 71                        |
| 1977                           | 3º                        | Michel Platini            | Nancy                     | 70                        |
| 1978                           | 1º                        | Kevin Keegan              | Amburgo                   | 87                        |
| 1978                           | 2º                        | Hans Krankl               | Barcellona                | 81                        |
| 1978                           | 3º                        | Rob Rensenbrink           | Anderlecht                | 50                        |
| 1979                           | 1º                        | Kevin Keegan              | Amburgo                   | 118                       |
| 1979                           | 2º                        | Karl-Heinz Rummenigge     | Bayern Monaco             | 52                        |
| 1979                           | 3º                        | Ruud Krol                 | Ajax                      | 41                        |
| 1980                           | 1º                        | Karl-Heinz Rummenigge     | Bayern Monaco             | 122                       |
| 1980                           | 2º                        | Bernd Schuster            | Barcellona                | 34                        |
| 1980                           | 3º                        | Michel Platini            | Saint-Étienne             | 33                        |
| 1981                           | 1º                        | Karl-Heinz Rummenigge     | Bayern Monaco             | 106                       |
| 1981                           | 2º                        | Paul Breitner             | Bayern Monaco             | 64                        |
| 1981                           | 3º                        | Bernd Schuster            | Barcellona                | 39                        |
| 1982                           | 1º                        | Paolo Rossi               | Juventus                  | 115                       |
| 1982                           | 2º                        | Alain Giresse             | Bordeaux                  | 64                        |
| 1982                           | 3º                        | Zbigniew Boniek           | Juventus                  | 39                        |
| 1983                           | 1º                        | Michel Platini            | Juventus                  | 110                       |
| 1983                           | 2º                        | Kenny Dalglish            | Liverpool                 | 26                        |
| 1983                           | 3º                        | Allan Simonsen            | Vejle                     | 25                        |
| 1984                           | 1º                        | Michel Platini            | Juventus                  | 110                       |
| 1984                           | 2º                        | Jean Tigana               | Bordeaux                  | 57                        |
| 1984                           | 3º                        | Preben Elkjær             | Verona                    | 48                        |
| 1985                           | 1º                        | Michel Platini            | Juventus                  | 127                       |
| 1985                           | 2º                        | Preben Elkjær             | Verona                    | 71                        |
| 1985                           | 3º                        | Bernd Schuster            | Barcellona                | 46                        |
| 1986                           | 1º                        | Igor Belanov              | Dinamo Kiev               | 84                        |
| 1986                           | 2º                        | Gary Lineker              | Barcellona                | 62                        |
| 1986                           | 3º                        | Emilio Butragueño         | Real Madrid               | 59                        |
| 1987                           | 1º                        | Ruud Gullit               | Milan                     | 106                       |
| 1987                           | 2º                        | Paulo Futre               | Atlético Madrid           | 91                        |
| 1987                           | 3º                        | Emilio Butragueño         | Real Madrid               | 61                        |
| 1988                           | 1º                        | Marco van Basten          | Milan                     | 129                       |
| 1988                           | 2º                        | Ruud Gullit               | Milan                     | 88                        |
| 1988                           | 3º                        | Frank Rijkaard            | Milan                     | 45                        |
| 1989                           | 1º                        | Marco van Basten          | Milan                     | 129                       |
| 1989                           | 2º                        | Franco Baresi             | Milan                     | 80                        |
| 1989                           | 3º                        | Frank Rijkaard            | Milan                     | 43                        |
| 1990                           | 1º                        | Lothar Matthäus           | Inter                     | 137                       |
| 1990                           | 2º                        | Salvatore Schillaci       | Juventus                  | 84                        |
| 1990                           | 3º                        | Andreas Brehme            | Inter                     | 68                        |
| 1991                           | 1º                        | Jean-Pierre Papin         | Olympique Marsiglia       | 141                       |
| 1991                           | 2º                        | Dejan Savićević           | Stella Rossa              | 42                        |
| 1991                           | 2º                        | Darko Pančev              | Stella Rossa              | 42                        |
| 1991                           | 2º                        | Lothar Matthäus           | Inter                     | 42                        |
| 1992                           | 1º                        | Marco van Basten          | Milan                     | 98                        |
| 1992                           | 2º                        | Hristo Stoičkov           | Barcellona                | 80                        |
| 1992                           | 3º                        | Dennis Bergkamp           | Ajax                      | 53                        |
| 1993                           | 1º                        | Roberto Baggio            | Juventus                  | 142                       |
| 1993                           | 2º                        | Dennis Bergkamp           | Inter                     | 83                        |
| 1993                           | 3º                        | Éric Cantona              | Manchester Utd            | 34                        |
| 1994                           | 1º                        | Hristo Stoičkov           | Barcellona                | 210                       |
| 1994                           | 2º                        | Roberto Baggio            | Juventus                  | 136                       |
| 1994                           | 3º                        | Paolo Maldini             | Milan                     | 109                       |
| 1995                           | 1º                        | George Weah               | Milan                     | 144                       |
| 1995                           | 2º                        | Jürgen Klinsmann          | Bayern Monaco             | 108                       |
| 1995                           | 3º                        | Jari Litmanen             | Ajax                      | 67                        |
| 1996                           | 1º                        | Matthias Sammer           | Borussia Dortmund         | 144                       |
| 1996                           | 2º                        | Ronaldo                   | Barcellona                | 143                       |
| 1996                           | 3º                        | Alan Shearer              | Newcastle Utd             | 107                       |
| 1997                           | 1º                        | Ronaldo                   | Inter                     | 222                       |
| 1997                           | 2º                        | Predrag Mijatović         | Real Madrid               | 68                        |
| 1997                           | 3º                        | Zinédine Zidane           | Juventus                  | 63                        |
| 1998                           | 1º                        | Zinédine Zidane           | Juventus                  | 244                       |
| 1998                           | 2º                        | Davor Šuker               | Real Madrid               | 68                        |
| 1998                           | 3º                        | Ronaldo                   | Inter                     | 66                        |
| 1999                           | 1º                        | Rivaldo                   | Barcellona                | 219                       |
| 1999                           | 2º                        | David Beckham             | Manchester Utd            | 154                       |
| 1999                           | 3º                        | Andrij Ševčenko           | Milan                     | 64                        |
| 2000                           | 1º                        | Luís Figo                 | Real Madrid               | 197                       |
| 2000                           | 2º                        | Zinédine Zidane           | Juventus                  | 181                       |
| 2000                           | 3º                        | Andrij Ševčenko           | Milan                     | 85                        |
| 2001                           | 1º                        | Michael Owen              | Liverpool                 | 176                       |
| 2001                           | 2º                        | Raúl                      | Real Madrid               | 140                       |
| 2001                           | 3º                        | Oliver Kahn               | Bayern Monaco             | 114                       |
| 2002                           | 1º                        | Ronaldo                   | Real Madrid               | 169                       |
| 2002                           | 2º                        | Roberto Carlos            | Real Madrid               | 145                       |
| 2002                           | 3º                        | Oliver Kahn               | Bayern Monaco             | 110                       |
| 2003                           | 1º                        | Pavel Nedvěd              | Juventus                  | 190                       |
| 2003                           | 2º                        | Thierry Henry             | Arsenal                   | 128                       |
| 2003                           | 3º                        | Paolo Maldini             | Milan                     | 123                       |
| 2004                           | 1º                        | Andrij Ševčenko           | Milan                     | 175                       |
| 2004                           | 2º                        | Deco                      | Barcellona                | 139                       |
| 2004                           | 3º                        | Ronaldinho                | Barcellona                | 133                       |
| 2005                           | 1º                        | Ronaldinho                | Barcellona                | 225                       |
| 2005                           | 2º                        | Frank Lampard             | Chelsea                   | 148                       |
| 2005                           | 3º                        | Steven Gerrard            | Liverpool                 | 142                       |
| 2006                           | 1º                        | Fabio Cannavaro           | Real Madrid               | 173                       |
| 2006                           | 2º                        | Gianluigi Buffon          | Juventus                  | 124                       |
| 2006                           | 3º                        | Thierry Henry             | Arsenal                   | 121                       |
| 2007                           | 1º                        | Kaká                      | Milan                     | 444                       |
| 2007                           | 2º                        | Cristiano Ronaldo         | Manchester Utd            | 277                       |
| 2007                           | 3º                        | Lionel Messi              | Barcellona                | 255                       |
| 2008                           | 1º                        | Cristiano Ronaldo         | Manchester Utd            | 446                       |
| 2008                           | 2º                        | Lionel Messi              | Barcellona                | 281                       |
| 2008                           | 3º                        | Fernando Torres           | Liverpool                 | 179                       |
| 2009                           | 1º                        | Lionel Messi              | Barcellona                | 473                       |
| 2009                           | 2º                        | Cristiano Ronaldo         | Real Madrid               | 233                       |
| 2009                           | 3º                        | Xavi                      | Barcellona                | 170                       |
| Pallone d'oro FIFA (2010–2015) |                           |                           |                           |                           |
| 2010                           | 1º                        | Lionel Messi              | Barcellona                | 22,65%                    |
| 2010                           | 2º                        | Andrés Iniesta            | Barcellona                | 17,36%                    |
| 2010                           | 3º                        | Xavi                      | Barcellona                | 16,48%                    |
| 2011                           | 1º                        | Lionel Messi              | Barcellona                | 47,88%                    |
| 2011                           | 2º                        | Cristiano Ronaldo         | Real Madrid               | 21,60%                    |
| 2011                           | 3º                        | Xavi                      | Barcellona                | 9,23%                     |
| 2012                           | 1º                        | Lionel Messi              | Barcellona                | 41,60%                    |
| 2012                           | 2º                        | Cristiano Ronaldo         | Real Madrid               | 23,68%                    |
| 2012                           | 3º                        | Andrés Iniesta            | Barcellona                | 10,91%                    |
| 2013                           | 1º                        | Cristiano Ronaldo         | Real Madrid               | 27,99%                    |
| 2013                           | 2º                        | Lionel Messi              | Barcellona                | 24,72%                    |
| 2013                           | 3º                        | Franck Ribéry             | Bayern Monaco             | 23,36%                    |
| 2014                           | 1º                        | Cristiano Ronaldo         | Real Madrid               | 37,66%                    |
| 2014                           | 2º                        | Lionel Messi              | Barcellona                | 15,76%                    |
| 2014                           | 3º                        | Manuel Neuer              | Bayern Monaco             | 15,72%                    |
| 2015                           | 1º                        | Lionel Messi              | Barcellona                | 41,33%                    |
| 2015                           | 2º                        | Cristiano Ronaldo         | Real Madrid               | 27,76%                    |
| 2015                           | 3º                        | Neymar                    | Barcellona                | 7,86%                     |
| Pallone d'oro (dal 2016)       |                           |                           |                           |                           |
| 2016                           | 1º                        | Cristiano Ronaldo         | Real Madrid               | 745                       |
| 2016                           | 2º                        | Lionel Messi              | Barcellona                | 316                       |
| 2016                           | 3º                        | Antoine Griezmann         | Atlético Madrid           | 198                       |
| 2017                           | 1º                        | Cristiano Ronaldo         | Real Madrid               | 946                       |
| 2017                           | 2º                        | Lionel Messi              | Barcellona                | 670                       |
| 2017                           | 3º                        | Neymar                    | Paris Saint-Germain       | 361                       |
| 2018                           | 1º                        | Luka Modrić               | Real Madrid               | 753                       |
| 2018                           | 2º                        | Cristiano Ronaldo         | Juventus                  | 476                       |
| 2018                           | 3º                        | Antoine Griezmann         | Atlético Madrid           | 414                       |
| 2019                           | 1º                        | Lionel Messi              | Barcellona                | 686                       |
| 2019                           | 2º                        | Virgil van Dijk           | Liverpool                 | 679                       |
| 2019                           | 3º                        | Cristiano Ronaldo         | Juventus                  | 476                       |
| 2020                           | Non assegnato             | Non assegnato             | Non assegnato             | Non assegnato             |
| 2021                           | 1º                        | Lionel Messi              | Paris Saint-Germain       | 613                       |
| 2021                           | 2º                        | Robert Lewandowski        | Bayern Monaco             | 580                       |
| 2021                           | 3º                        | Jorginho                  | Chelsea                   | 460                       |
| 2022                           | 1º                        | Karim Benzema             | Real Madrid               | 549                       |
| 2022                           | 2º                        | Sadio Mané                | Liverpool                 | 193                       |
| 2022                           | 3º                        | Kevin De Bruyne           | Manchester City           | 175                       |
| 2023                           | 1º                        | Lionel Messi              | Inter Miami               | 462                       |
| 2023                           | 2º                        | Erling Haaland            | Manchester City           | 357                       |
| 2023                           | 3º                        | Kylian Mbappé             | Paris Saint-Germain       | 270                       |
| 2024                           | 1º                        | Rodri                     | Manchester City           | 1170                      |
| 2024                           | 2º                        | Vinícius Júnior           | Real Madrid               | 1129                      |
| 2024                           | 3º                        | Jude Bellingham           | Real Madrid               | 917                       |

## Classifica per giocatori
- Nota bene: sono inclusi solo i plurivincitori

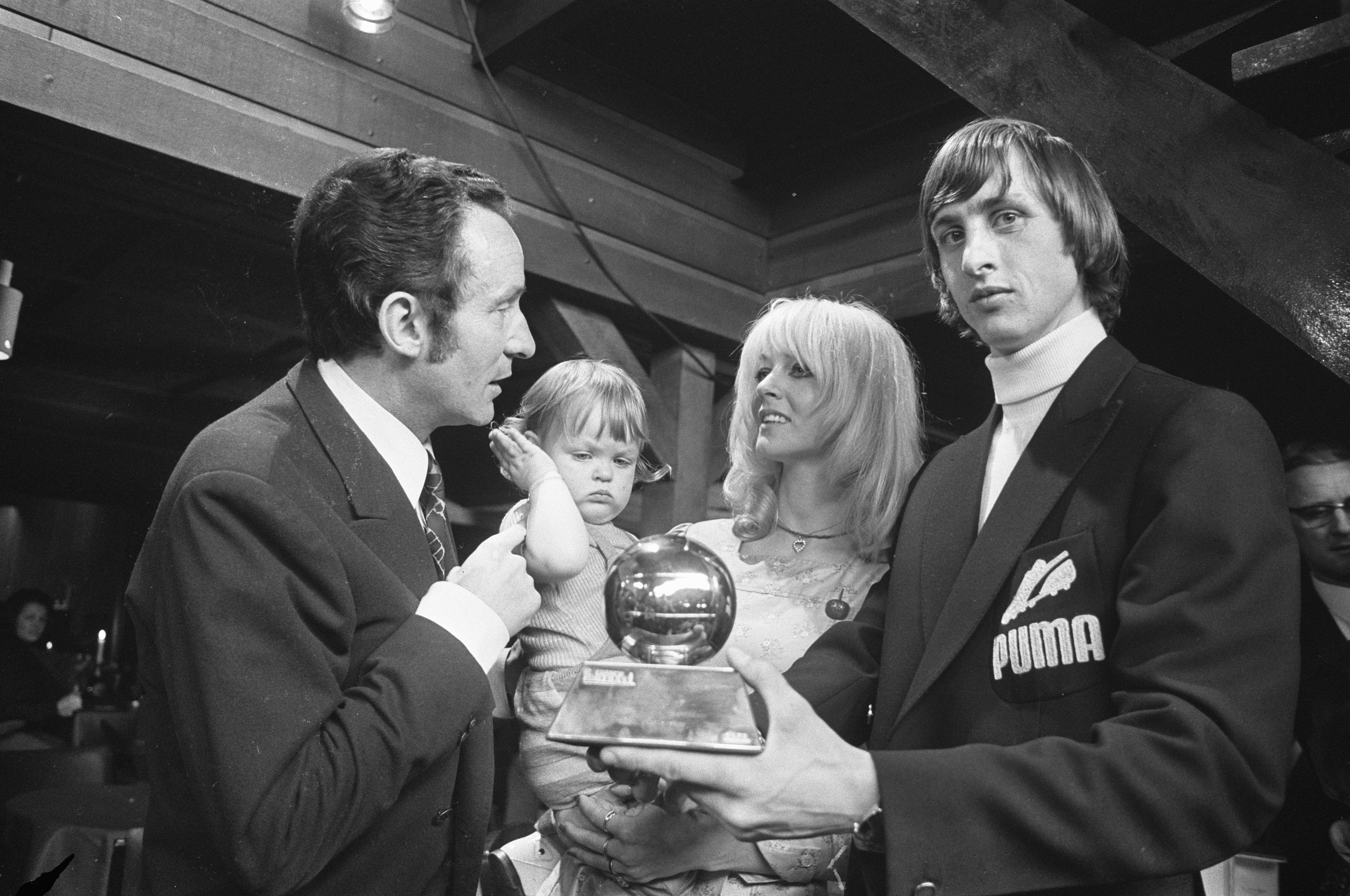
L'olandese Johan Cruijff con il Pallone d'oro 1971

| Giocatore             | 1º                                                 | 2º                                     | 3º             |
| --------------------- | -------------------------------------------------- | -------------------------------------- | -------------- |
| Lionel Messi          | 8 (2009, 2010, 2011, 2012, 2015, 2019, 2021, 2023) | 5 (2008, 2013, 2014, 2016, 2017)       | 1 (2007)       |
| Cristiano Ronaldo     | 5 (2008, 2013, 2014, 2016, 2017)                   | 6 (2007, 2009, 2011, 2012, 2015, 2018) | 1 (2019)       |
| Michel Platini        | 3 (1983, 1984, 1985)                               | —                                      | 2 (1977, 1980) |
| Johan Cruyff          | 3 (1971, 1973, 1974)                               | —                                      | 1 (1975)       |
| Marco van Basten      | 3 (1988, 1989, 1992)                               | —                                      | —              |
| Franz Beckenbauer     | 2 (1972, 1976)                                     | 2 (1974, 1975)                         | 1 (1966)       |
| Ronaldo               | 2 (1997, 2002)                                     | 1 (1996)                               | 1 (1998)       |
| Alfredo Di Stéfano    | 2 (1957, 1959)                                     | 1 (1956)                               | —              |
| Kevin Keegan          | 2 (1978, 1979)                                     | 1 (1977)                               | —              |
| Karl-Heinz Rummenigge | 2 (1980, 1981)                                     | 1 (1979)                               | —              |

### Classifica per nazionalità
| Nazione          | Giocatori | Totale |
| ---------------- | --------- | ------ |
| Argentina        | 1         | 8      |
| Francia          | 5         | 7      |
| Germania         | 5         | 7      |
| Paesi Bassi      | 3         | 7      |
| Portogallo       | 3         | 7      |
| Italia           | 5         | 5      |
| Brasile          | 4         | 5      |
| Inghilterra      | 4         | 5      |
| Spagna           | 3         | 4      |
| Unione Sovietica | 3         | 3      |
| Rep. Ceca        | 2         | 2      |
| Bulgaria         | 1         | 1      |
| Danimarca        | 1         | 1      |
| Ungheria         | 1         | 1      |
| Liberia          | 1         | 1      |
| Irlanda del Nord | 1         | 1      |
| Scozia           | 1         | 1      |
| Ucraina          | 1         | 1      |
| Croazia          | 1         | 1      |

### Classifica per club
| Club                | Giocatori | Totale |
| ------------------- | --------- | ------ |
| Real Madrid         | 8         | 12     |
| Barcellona          | 6         | 12     |
| Juventus            | 6         | 8      |
| Milan               | 6         | 8      |
| Bayern Monaco       | 3         | 5      |
| Manchester Utd      | 4         | 4      |
| Dinamo Kiev         | 2         | 2      |
| Inter               | 2         | 2      |
| Amburgo             | 1         | 2      |
| Ajax                | 1         | 1      |
| Benfica             | 1         | 1      |
| Blackpool           | 1         | 1      |
| Borussia Dortmund   | 1         | 1      |
| Borussia M'gladbach | 1         | 1      |
| Dinamo Mosca        | 1         | 1      |
| Dukla Praga         | 1         | 1      |
| Ferencváros         | 1         | 1      |
| Liverpool           | 1         | 1      |
| Olympique Marsiglia | 1         | 1      |
| Paris Saint-Germain | 1         | 1      |
| Inter Miami         | 1         | 1      |
| Manchester City     | 1         | 1      |

## Altri dati statistici

Il brasiliano Ronaldo, il più giovane vincitore del Pallone d'oro a 21 anni e 3 mesi nel 1997

- Ronaldo è stato il più giovane vincitore del riconoscimento: 21 anni e 3 mesi (1997).
- Stanley Matthews è stato il più anziano vincitore del premio: 41 anni e 11 mesi (1956).
- Cristiano Ronaldo ha ottenuto il maggior numero di nomination: 18 (dal 2004 al 2019, e dal 2021 al 2022).
- Lionel Messi, oltre alle sue 8 vittorie totali (record assoluto), detiene molteplici primati legati al Pallone d'oro, tra i quali spiccano:
  - maggior numero di vittorie consecutive: 4 (dal 2009 al 2012);
  - maggior numero di podi: 14 (8 vittorie, 5 secondi posti, un terzo posto);
  - unico calciatore ad aver vinto il premio in tre diversi decenni: una volta negli anni 2000 (2009), 5 volte negli anni 2010 (dal 2010 al 2012, 2015 e 2019) e 2 volte negli anni 2020 (2021 e 2023);
  - unico calciatore ad aver vinto il premio militando in tre squadre diverse: Barcellona (dal 2009 al 2012, 2015 e 2019), Paris Saint-Germain (2021) e Inter Miami (2023);
  - unico calciatore ad aver vinto il premio militando in una squadra non europea: Inter Miami (2023).

## Premi accessori
Un Pallone d'oro speciale, chiamato Super Pallone d'oro, fu assegnato ad Alfredo Di Stéfano nel 1989, che vinse davanti a Johan Cruyff e Michel Platini nelle votazioni di France Football. Nel 1996, invece, Maradona ricevette un Pallone d'oro onorifico alla carriera, e tre anni dopo France Football nominò Pelé Calciatore del secolo dopo aver chiamato a votare tutti i vincitori del Pallone d'oro. Dei 34 vincitori, furono in 30 a esprimere il loro voto, scegliendo in totale 24 calciatori; Stanley Matthews, Omar Sívori, e George Best si astennero, mentre Lev Jašin era deceduto. Ciascuno dei votanti poté esprimere cinque preferenze per un valore massimo di cinque punti; in ogni caso, Di Stéfano votò solo per il primo posto, Platini per il primo e il secondo, mentre George Weah scelse due giocatori per il quinto posto. Pelé fu scelto come il migliore da 17 votanti, ricevendo quasi il doppio del numero di punti assegnati al secondo classificato, Diego Armando Maradona.
Di seguito sono elencate le prime dieci posizioni della classifica.
| Giocatore              | Pos. | Punti | 1º | 2º | 3º | 4º | 5º |
| ---------------------- | ---- | ----- | -- | -- | -- | -- | -- |
| Pelé                   | 1.   | 122   | 17 | 5  | 4  | 2  | 1  |
| Diego Armando Maradona | 2.   | 65    | 3  | 6  | 5  | 5  | 1  |
| Johan Crujiff          | 3.   | 62    | 1  | 4  | 7  | 9  | 2  |
| Alfredo Di Stéfano     | 4.   | 44    | 4  | 3  | 3  | 1  | 1  |
| Michel Platini         | 5.   | 40    | 1  | 5  | 1  | 3  | 6  |
| Franz Beckenbauer      | 6.   | 35    | 2  | 1  | 3  | 3  | 6  |
| Ferenc Puskás          | 7.   | 12    | 0  | 3  | 0  | 0  | 0  |
| Marco van Basten       | 8.   | 11    | 0  | 0  | 3  | 1  | 0  |
| Zico                   | 9.   | 7     | 1  | 0  | 0  | 1  | 0  |
| Gerd Müller            | 10.  | 5     | 1  | 0  | 0  | 0  | 0  |
| Lev Jašin              | 10.  | 5     | 0  | 1  | 0  | 0  | 1  |

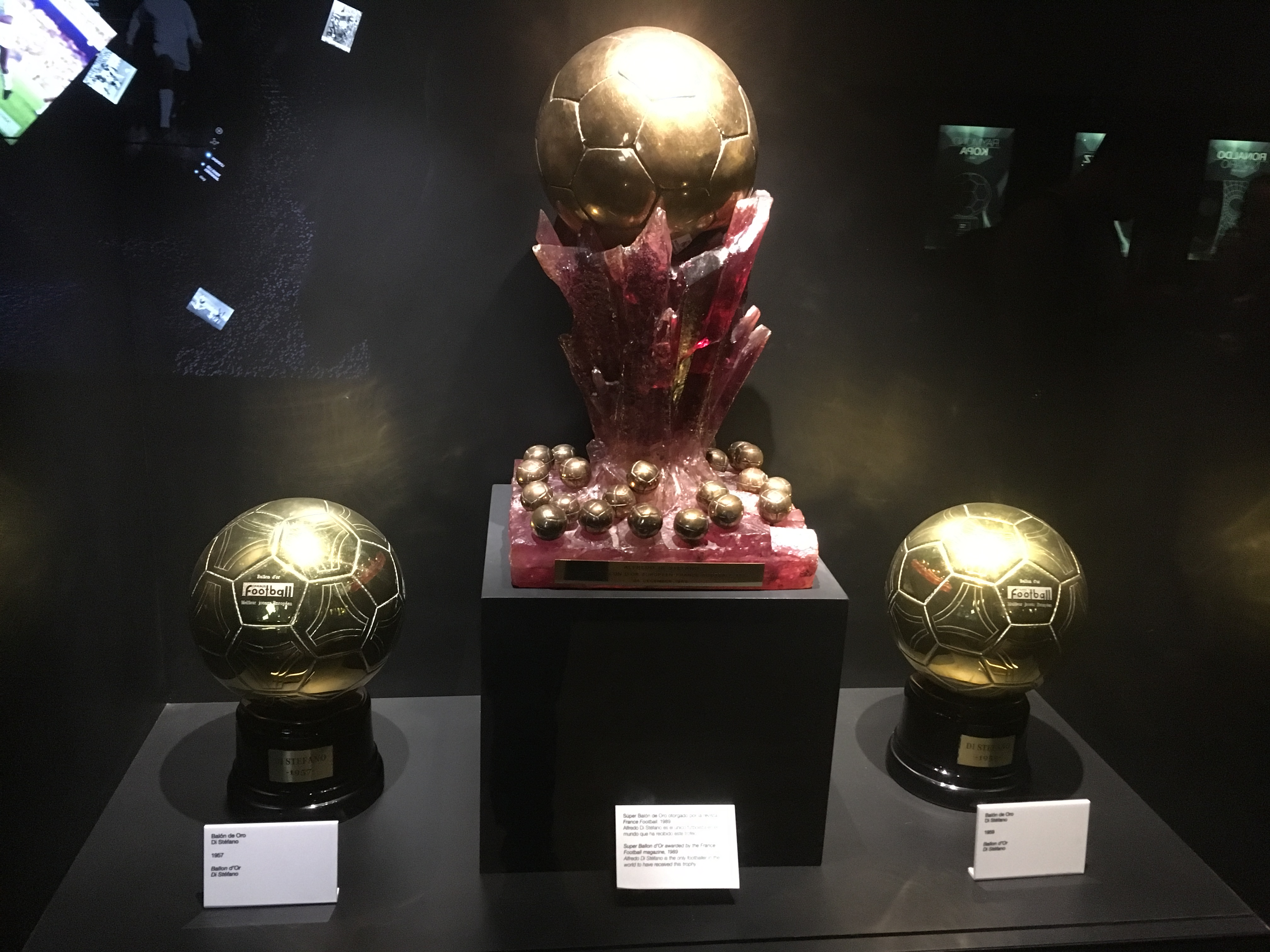
Il Super Pallone d'oro (al centro) vinto da Alfredo Di Stéfano nel 1989

Nel 2014, Pelé è stato insignito di un Pallone d'oro FIFA onorifico, avendo vinto tre campionati mondiali con la Nazionale brasiliana senza aver mai ricevuto un riconoscimento individuale da France Football e dalla FIFA stessa, dal momento che all'inizio solamente i giocatori europei potevano vincere il Pallone d'oro originario.
In occasione del 60º anniversario del Pallone d'oro nel 2016, France Football pubblicò, infine, una lista rivisitata dei vincitori nominati prima del 1995, quando solo i giocatori europei potevano vincere il premio. Secondo questa retrospettiva, se il riconoscimento fosse stato originariamente assegnato anche ai calciatori non europei, dodici dei trentanove Palloni d'oro conferiti nel periodo 1956-1994 sarebbero stati vinti da giocatori sudamericani. Oltre a Pelé e Diego Armando Maradona, Garrincha, Mario Kempes, e Romário furono, infatti, riconosciuti come meritevoli del premio. I vincitori originari, in ogni caso, furono confermati come reali detentori del riconoscimento.
| Anno | Vincitore effettivo | Vincitore alternativo  | Squadra    |
| ---- | ------------------- | ---------------------- | ---------- |
| 1958 | Raymond Kopa        | Pelé                   | Santos     |
| 1959 | Alfredo Di Stéfano  | Pelé                   | Santos     |
| 1960 | Luis Suárez         | Pelé                   | Santos     |
| 1961 | Omar Sívori         | Pelé                   | Santos     |
| 1962 | Josef Masopust      | Garrincha              | Botafogo   |
| 1963 | Lev Jašin           | Pelé                   | Santos     |
| 1964 | Denis Law           | Pelé                   | Santos     |
| 1970 | Gerd Müller         | Pelé                   | Santos     |
| 1978 | Kevin Keegan        | Mario Kempes           | Valencia   |
| 1986 | Igor Belanov        | Diego Armando Maradona | Napoli     |
| 1990 | Lothar Matthäus     | Diego Armando Maradona | Napoli     |
| 1994 | Hristo Stoičkov     | Romário                | Barcellona |

### Dream Team del Pallone d'oro
Nell'ottobre 2020 France Football ha annunciato il format del Ballon d'Or Dream Team, la squadra composta dai migliori undici calciatori di sempre (anche se il periodo di riferimento è a partire dal 1956, anno in cui è stato assegnato il primo Pallone d'oro). La formazione finale, annunciata il 14 dicembre 2020, è composta da un portiere, 3 difensori, 4 centrocampisti e 3 attaccanti ed è stata scelta dai giurati del Pallone d'oro a partire da 110 candidati selezionati dalla rivista francese.
| Ruolo              | Naz.                        | Giocatore              | Periodo di attività |
| ------------------ | --------------------------- | ---------------------- | ------------------- |
| Portiere           | Unione Sovietica (bandiera) | Lev Jašin              | 1950 - 1970         |
| Terzino destro     | Brasile (bandiera)          | Cafu                   | 1989 - 2008         |
| Difensore centrale | Germania (bandiera)         | Franz Beckenbauer      | 1964 - 1983         |
| Terzino sinistro   | Italia (bandiera)           | Paolo Maldini          | 1985 - 2009         |
| Cen. difensivo     | Germania (bandiera)         | Lothar Matthäus        | 1979 - 2000         |
| Cen. difensivo     | Spagna (bandiera)           | Xavi                   | 1997 - 2019         |
| Cen. offensivo     | Brasile (bandiera)          | Pelé                   | 1957 - 1977         |
| Cen. offensivo     | Argentina (bandiera)        | Diego Armando Maradona | 1976 - 1997         |
| Ala destra         | Argentina (bandiera)        | Lionel Messi           | 2003 - in attività  |
| Centravanti        | Brasile (bandiera)          | Ronaldo                | 1993 - 2011         |
| Ala sinistra       | Portogallo (bandiera)       | Cristiano Ronaldo      | 2002 - in attività  |

### Annotazioni
1. ↑  4 Palloni d'oro assegnati dalla sola France Football + 4 Palloni d'oro FIFA.
2. ↑  Fino al 2021 il premio prendeva in considerazione le prestazioni nel corso dell'anno solare; dal 2022 prende in considerazione la stagione sportiva.
3. ↑  Fino al 1994 il premio era riservato ai soli giocatori europei; dal 1995 al 2006 ai calciatori che militavano in squadre europee.
4. ↑  Kopa si trasferì al Real Madrid dallo Stade Reims nel corso del 1956.
5. ↑  Nato in Argentina, Di Stéfano ha acquisito la cittadinanza spagnola nel 1956 e ha iniziato a giocare per la Spagna.
6. ↑  Kopa si trasferì allo Stade de Reims dal Real Madrid nel corso del 1959.
7. ↑  Nato in Argentina, Sívori aveva la cittadinanza italiana dalla nascita grazie alle sue ascendenze (suo nonno paterno e sua madre erano originari del bel Paese) e proprio in virtù di esse, nel 1961, ha iniziato a giocare per l'Italia.
8. ↑  Suárez si trasferì all'Inter dal Barcellona nel corso del 1961.
9. ↑  Cruyff si trasferì al Barcellona dall'Ajax nel corso del 1973.
10. ↑  Keegan si trasferì all'Amburgo dal Liverpool nel corso del 1977.
11. ↑  Schuster si trasferì al Barcellona dal Colonia nel corso del 1980.
12. ↑  Boniek si trasferì alla Juventus dal Widzew Łódź nel corso del 1982.
13. ↑  Simonsen si trasferì al Vejle dal Charlton nel corso del 1983.
14. ↑  Elkjær si trasferì al Verona dal Lokeren nel corso del 1984.
15. ↑  Lineker si trasferì al Barcellona dall'Everton nel corso del 1986.
16. ↑  Gullit si trasferì al Milan dal PSV nel corso del 1987.
17. ↑  Futre si trasferì all'Atlético Madrid dal Porto nel corso del 1987.
18. ↑  Rijkaard si trasferì al Milan dal Real Saragozza nel corso del 1988.
19. ↑  Bergkamp si trasferì all'Inter dal Ajax nel corso del 1993.
20. ↑  Weah si trasferì al Milan dal Paris Saint-Germain nel corso del 1995.
21. ↑  Klinsmann si trasferì al Bayern Monaco dal Tottenham nel corso del 1995.
22. ↑  Ronaldo si trasferì al Barcellona dal PSV nel corso del 1996.
23. ↑  Shearer si trasferì al Newcastle dal Blackburn Rovers nel corso del 1996.
24. ↑  Ronaldo si trasferì all'Inter dal Barcellona nel corso del 1997.
25. ↑  Ševčenko si trasferì al Milan dalla Dinamo Kiev nel corso del 1999.
26. ↑  Figo si trasferì al Real Madrid dal Barcellona nel corso del 2000.
27. ↑  Ronaldo si trasferì al Real Madrid dall'Inter nel corso del 2002.
28. ↑  Deco si trasferì al Barcellona dal Porto nel corso del 2004.
29. ↑  Cannavaro si trasferì al Real Madrid dalla Juventus nel corso del 2006.
30. ↑  Cristiano Ronaldo si trasferì al Real Madrid dal Manchester Utd nel corso del 2009.
31. ↑  Neymar si trasferì al Paris Saint-Germain dal Barcellona nel corso del 2017.
32. ↑  Ronaldo si trasferì alla Juventus dal Real Madrid nel corso del 2018.
33. ↑  Messi si trasferì al PSG dal Barcellona nel corso del 2021.
34. ↑  Messi si trasferì all'Inter Miami dal Paris Saint-Germain nel corso della stagione 2022-2023.
35. ↑  Messi ha vinto quattro Palloni d'oro FIFA (2010, 2011, 2012, 2015) e due volte è finito secondo (2013, 2014)
36. ↑  Cristiano Ronaldo ha vinto due Palloni d'oro FIFA (2013, 2014) e tre volte è finito al secondo posto (2011, 2012, 2015)

### Fonti
1. ↑  Eccetto per il 2020, in cui l'edizione è stata annullata per la pandemia di COVID-19.
2. ↑  (FR) Barcelone et l'Allemagne en force, su fr.fifa.com, 7 dicembre 2010. URL consultato l'8 gennaio 2017 (archiviato dall'url originale il 9 gennaio 2017).
3. ↑  (ES) Francisco Ortí, Gabriel Hanot, inventor del Balón de Oro, su futbolprimera.es, 12 gennaio 2015. URL consultato l'8 gennaio 2017 (archiviato il 20 dicembre 2016).
4. ↑  (FR) Christian Châtelet, 60 ans de "France Foot", su fr.uefa.com, 28 settembre 2007. URL consultato l'8 gennaio 2017 (archiviato dall'url originale il 22 agosto 2017).
5. 1 2  (EN) Matthews wins first Golden Ball, su news.bbc.co.uk, 1º dicembre 2008. URL consultato l'8 gennaio 2017 (archiviato il 15 maggio 2018).
6. ↑  (FR) Leila Jmouhi, Le Ballon d'or féminin, ce prix dont personne ne parle, su lesoir.be, 13 gennaio 2014. URL consultato l'8 gennaio 2017 (archiviato il 26 aprile 2017).
7. ↑  (EN) The 1990s Ballon d'Or winners, su news.bbc.co.uk, 1º dicembre 2008. URL consultato l'8 gennaio 2017 (archiviato il 7 aprile 2014).
8. ↑  (EN) Kaka wins 2007 award, su news.bbc.co.uk, 1º dicembre 2008. URL consultato l'8 gennaio 2017 (archiviato il 7 aprile 2014).
9. ↑  (EN) The FIFA Ballon d'Or is born, su fifa.com, 5 luglio 2010. URL consultato l'8 gennaio 2017 (archiviato dall'url originale il 9 gennaio 2017).
10. ↑  (EN) FIFA Ballon d'Or and FIFA Women's World Player of the Year, su fifa.com. URL consultato il 12 gennaio 2016 (archiviato dall'url originale il 1º novembre 2015).
11. ↑  (FR) Messi, le cinquième élément, su francefootball.fr. URL consultato il 12 gennaio 2016 (archiviato il 21 gennaio 2024).
12. ↑  (FR) Une année 2015 presque parfaite pour Lionel Messi, su lequipe.fr.
13. ↑  (EN) John Ashdown, Ballon d'Or 2015 award: Messi wins for the fifth time – as it happened, su theguardian.com.
14. ↑  (ES) Balón de Oro: Messi gana su quinto Balón de Oro, su marca.com. URL consultato il 12 gennaio 2016 (archiviato il 12 gennaio 2016).
15. ↑   La manita d'oro di Messi: nessuno come lui!, su gazzetta.it. URL consultato il 12 gennaio 2016 (archiviato il 26 gennaio 2016).
16. 1 2   Il Pallone d'Oro torna il Pallone d'Oro, su ilpost.it, 16 settembre 2016. URL consultato il 1º novembre 2016 (archiviato il 3 novembre 2016).
17. 1 2 3   Paolo Cola, Rottura Fifa-France Football, il Pallone d'Oro torna al passato, su foxsports.it, 16 settembre 2016. URL consultato il 1º novembre 2016 (archiviato il 3 novembre 2016).
18. ↑   Lahm: "Il Pallone d'Oro? È un premio al miglior attaccante", su eurosport.com, 14 gennaio 2016.
19. ↑   Lanciato il premio UEFA Best Player, su it.uefa.com, 18 luglio 2011. URL consultato il 26 dicembre 2011 (archiviato il 14 gennaio 2012).
20. ↑  (FR) Voici les nouvelles règles et les nouveaux aménagements du Ballon d'Or France Football, su francefootball.fr, 19 settembre 2016. URL consultato l'8 gennaio 2017 (archiviato il 16 dicembre 2016).
21. ↑  (ES) "The Best", el nuevo nombre para los premios FIFA, su elmundo.es, 31 ottobre 2016. URL consultato l'8 gennaio 2017 (archiviato il 16 dicembre 2016).
22. ↑   Non solo il Pallone d'Oro: da quest'anno altri due premi, su tuttosport.com, 24 settembre 2018.
23. ↑   Un Pallone d'Oro per i portieri, nasce il "Trofeo Yashin", su repubblica.it, 19 settembre 2019. URL consultato il 3 dicembre 2019 (archiviato il 7 dicembre 2019).
24. 1 2  (FR) Il n'y aura pas de Ballon d'Or France Football en 2020, su francefootball.fr, 20 luglio 2020. URL consultato il 22 dicembre 2022 (archiviato il 25 settembre 2020).
25. ↑  (FR) Ballon d'Or : quatre changements pour l'histoire, su lequipe.fr, 11 marzo 2022. URL consultato il 13 marzo 2022 (archiviato il 17 ottobre 2022).
26. ↑   I vincitori del Pallone d'Oro: chi si è aggiudicato il premio più prestigioso del calcio?, su it.uefa.com, 22 ottobre 2024. URL consultato il 18 dicembre 2024 (archiviato il 18 dicembre 2024).
27. ↑  (FR) Reglement du «Ballon d'Or France Football», su francefootball.fr, France Football. URL consultato il 14 gennaio 2012 (archiviato dall'url originale l'8 gennaio 2010).
28. 1 2   La liste complête des lauréats du Ballon d'or, de 1956 à nos jours, in France Football. URL consultato il 14 gennaio 2016 (archiviato il 6 gennaio 2016).
29. 1 2   FIFA Awards – World Player of the Year, su rsssf.com, Rec.Sport.Soccer Statistics Foundation, 12 febbraio 2015. URL consultato il 14 gennaio 2016 (archiviato il 23 ottobre 2018).
30. ↑  (EN) On this day, Di Stéfano won the Super Ballon d'Or, in RealMadrid.com, 24 dicembre 2015. URL consultato il 31 gennaio 2016 (archiviato il 25 dicembre 2015).
31. ↑  (EN) Maradona receives honorary award, in BBC Sport, 1º dicembre 2008. URL consultato il 31 gennaio 2016 (archiviato il 20 giugno 2018).
32. ↑  (EN) France Football's Football Player of the Century, in Rec.Sport.Soccer Statistics Foundation, 23 dicembre 2015. URL consultato il 31 gennaio 2016 (archiviato il 31 dicembre 2015).
33. ↑  (EN) On a refait le palmarès, in France Football, Dicembre 2015. URL consultato il 31 gennaio 2016 (archiviato il 1º febbraio 2016).
34. ↑  (FR) La piste aux étoiles de FF, su francefootball.fr. URL consultato il 23 novembre 2020 (archiviato il 26 novembre 2020).
35. ↑  (FR) Ballon d'Or Dream Team : Découvrez les révélations de ce onze de légende !, su France Football. URL consultato il 14 dicembre 2020 (archiviato il 14 dicembre 2020).